# Arche Verlag
Die Arche Literatur Verlag AG (Arche) wurde 1944 in der Schweiz gegründet. Arche ist heute ein Schweizer Buchverlag für Belletristik und Sachbücher mit Sitz in Zürich. Seit 2016 ist Arche ein Unternehmen der W1-Media GmbH (Hamburg).

## Geschichte
Der Arche Literatur Verlag wurde 1944 von Peter Schifferli als Verlags AG Die Arche in Zürich gegründet (ab 1994 Arche Verlag GmbH, seit 2008 Arche Literatur Verlag AG). Unterstützung erfuhr der damals 23-jährige Student Schifferli dabei durch Mitglieder des Literarischen Stammtischs im Zürcher Café Odeon, darunter Ernst Robert Curtius, Jakob Hegner, Max Rychner und Emil Staiger.
1953 gründete Schifferli den Sanssouci Verlag für Unterhaltungsliteratur, der von 1995 bis 2020 zum Carl Hanser Verlag in München gehörte. Nach Schifferlis Tod 1980 übernahmen zunächst seine Söhne die Verlagsleitung. 1982 erwarben die Zürcher Buchhändlerin Regina Vitali und die deutsche Lektorin Elisabeth Raabe den Arche Verlag.
2008 übernahm die Hamburger Verlagsgruppe Oetinger, zu der im Erwachsenenbuchbereich bereits der Atrium Verlag gehörte, zusätzlich die Arche Literatur Verlag AG. Die Arche Kalender wurden von der neu gegründeten Arche Kalender Verlag GmbH (Hamburg) weitergeführt. Verlegerischer Geschäftsführer der beiden Erwachsenenbuchverlage Arche und Atrium wurde Nikolaus Hansen.
Seit 2013 ist Jan Weitendorf Geschäftsführer der beiden Verlage, die programmatisch ab jetzt getrennt geführt werden. Die verlegerische Leitung des Arche Verlags übernahm Ulrike Ostermeyer. Seit 2013 besteht eine Vertriebskooperation des Arche Verlags mit dem Deutschen Taschenbuch Verlag (München), an dem die Verlagsgruppe Oetinger durch die Verlage Verlag Friedrich Oetinger GmbH und Dressler Verlag GmbH bis 2017 beteiligt war. 2016 wurde der Verlag in die W1-Media von Jan Weitendorf eingegliedert. Nachdem von 2018 bis 2019 Tim Jung die Verlagsleitung innegehabt hatte, wurde sie 2019 von Frauke Schneider übernommen. Seit 2020 ist auch der Arche Kalender Verlag wieder Teil der Arche Literatur Verlag AG.
Das historische Archiv des Arche-Verlags Zürich befindet sich im Schweizerischen Literaturarchiv.

## Programm

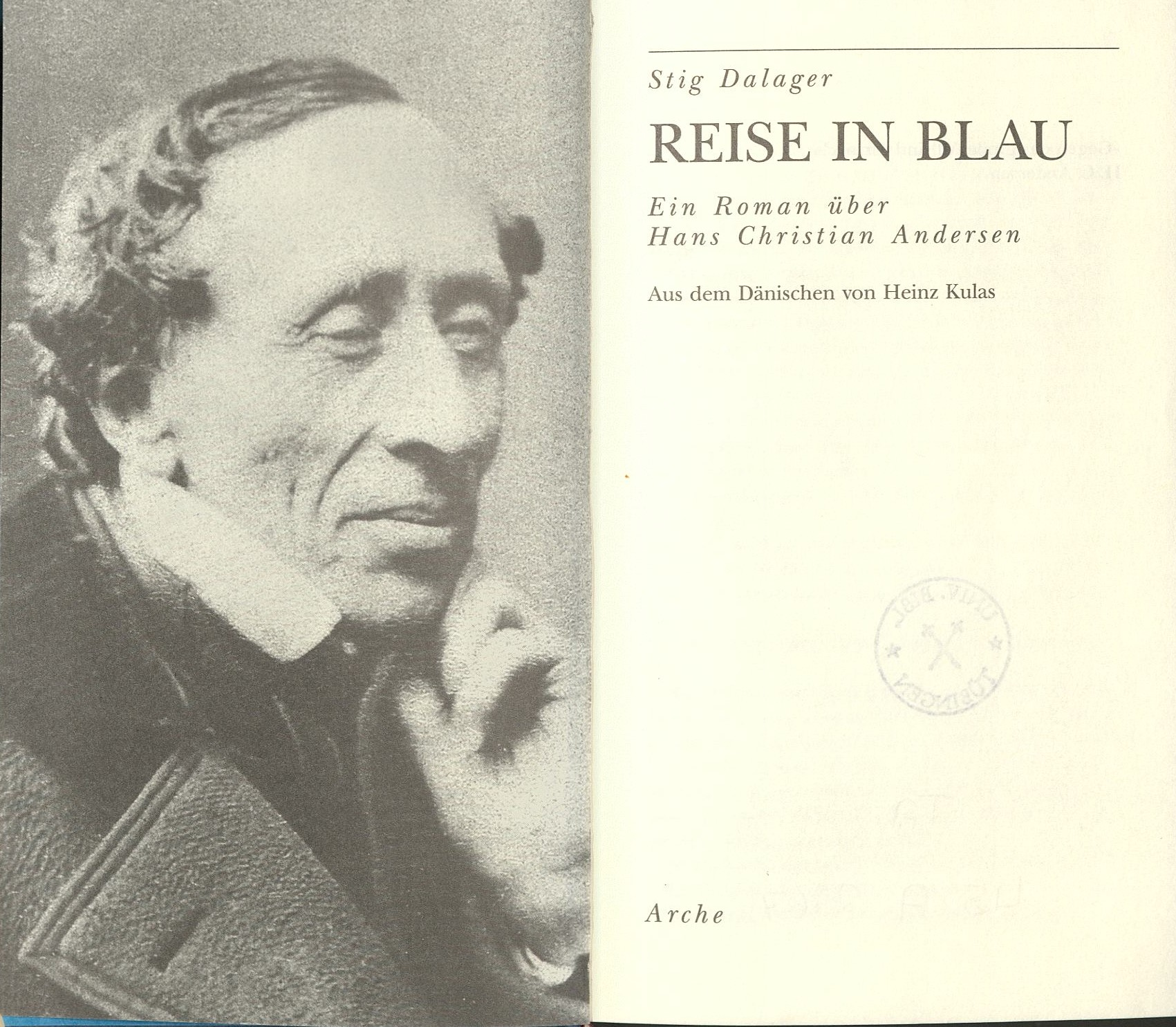
Stig Dalager (2005)

1945 erschien als erstes Buch Die Brücke von San Luis Rey im Arche Verlag. Thornton Wilder hatte für diesen Roman 1927 den Pulitzer-Preis für Literatur erhalten. In den 1940er Jahren wurde auch die Reihe ‚Kleine Arche-Bücherei‘ (später ‚Die kleinen Bücher der Arche‘) ins Leben gerufen. Zunächst für deutsche Kriegsgefangene in englischen Lagern konzipiert, entwickelte sich die Reihe zu einem festen Bestandteil der deutschsprachigen Nachkriegsliteraturszene und erreichte eine Auflage von ca. zwei Millionen Exemplaren. Darüber hinaus publizierte der Arche Verlag Texte von Gottfried Benn und Werner Bergengruen sowie Gesamtausgaben von Georg Heym, Georg Trakl und Hans Carossa. Schifferli erwarb zudem die Vertriebsrechte an Der kleine Prinz von Antoine de Saint-Exupéry für die Schweiz und Österreich.
In den 1950er und 60er Jahren wuchs das Programm weiter. Im Arche Verlag erschienen international renommierte Autoren, wie Ezra Pound, Gertrude Stein, E. E. Cummings und William Faulkner. Gleichermaßen publizierte Schifferli Texte der Schweizer Autoren Friedrich Dürrenmatt, Adolf Muschg und Hugo Loetscher.
Ab den 1980er Jahren war das Programm unter der Leitung von Elisabeth Raabe und Regina Vitali geprägt durch eine Mischung aus international bekannten Autoren, wie Margaret Forster, Natalia Ginzburg, Elsa Morante und Maarten ’t Hart sowie neu entdeckten deutschsprachigen Schriftstellern, wie Peter Stamm, Jürg Amann und Viola Roggenkamp. Auch der Literaturwissenschaftler und Bibliothekar Paul Raabe veröffentlichte zwei autobiografische Werke im Arche Verlag (1992/2007).
Hinzu kamen seit den 1980er Jahren immer wieder Sachbuch-Publikationen. Den Anfang machte der spätere Bestsellerautor Stéphane Hessel mit seiner Autobiographie Tanz mit dem Jahrhundert. Seit 1985 erscheint ferner jährlich der Arche Literatur Kalender. 1987 wurde die Reihe ‚Arche-Editionen des Expressionismus‘ (herausgegeben von Paul Raabe) begründet.
In den Jahren 2008 bis 2013 lag der Schwerpunkt des Arche-Programms unter der Leitung von Nikolaus Hansen bei angloamerikanischen Autoren, wie John Boyne, John Griesemer und Nick Flynn. Unter dem Titel Die Anatomie des Erwachens erschien 2010 das Debüt der australischen Autorin Eleanor Catton. Catton wurde 2013 für ihren zweiten Roman The Luminaries mit dem Man Booker Prize ausgezeichnet. 2011 erschien der US-Bestsellerroman Matterhorn des Vietnamkriegsveterans Karl Marlantes.
Der Arche Verlag veröffentlichte in diesen Jahren auch deutschsprachige Autoren, etwa die Teilacher-Trilogie (Die Teilacher, Machloikes und Herr Klee und Herr Feld) von Michel Bergmann oder Bettina Stangneths Buch über Adolf Eichmann, Eichmann vor Jerusalem. Das unbehelligte Leben eines Massenmörders. Ab 2009 gab zudem der Literaturkritiker Denis Scheck in der Reihe ‚Arche Paradies‘ Neuauflagen von Klassikern, Werke früherer Arche-Autoren und bekannter internationaler Autoren wie David Foster Wallace und Marie N'Diaye heraus.
Zum 100-jährigen Geburtstags von Albert Camus am 7. November 2013 erschien eine Neuauflage seiner Algerien-Essays Hochzeit des Lichts und Heimkehr nach Tipasa (in einem Doppelband unter dem Titel Hochzeit des Lichts), versehen mit einem Nachwort von Mirko Bonné.
2014 ist anlässlich des 70-jährigen Verlagsjubiläums unter der Leitung von Ulrike Ostermeyer ein Neuauftritt des Arche Literatur Verlags erfolgt. Hierzu gehört eine Konzentration des Programms auf die vier Bereiche internationale und deutschsprachige Belletristik (Literatur und Unterhaltung), erzählendes Sachbuch und die Wiederentdeckung von Klassikern, darunter auch Neuauflagen früherer Arche-Titel. Zum Relaunch des Verlages heißt es: Mit neuem Logo und unter dem Motto »lesen leben« ist er heute ein Haus für Autoren, die von einer modernen Vermessung der Welt erzählen, vom Unterwegssein und der Suche nach einer inneren und äußeren Heimat.

## Auszeichnungen
Für die beim Arche Literatur Verlag erschienene zweisprachige Gesamtausgabe der Cantos von Ezra Pound erhielt die Übersetzerin Eva Hesse 2013 den Preis der Leipziger Buchmesse in der Kategorie Übersetzung.
Bettina Stangneth wurde 2011 für ihr Buch Eichmann vor Jerusalem. Das unbehelligte Leben eines Massenmörders mit dem NDR Sachbuchpreis ausgezeichnet.